# Canton de Jonzac
Le canton de Jonzac est une circonscription électorale française située dans le département de la Charente-Maritime et la région Nouvelle-Aquitaine.

## Histoire
Un nouveau découpage territorial de la Charente-Maritime entre en vigueur en mars 2015, défini par le décret du 27 février 2014, en application des lois du 17 mai 2013 (loi organique 2013-402 et loi 2013-403). Les conseillers départementaux sont, à compter de ces élections, élus au scrutin majoritaire binominal mixte. Les électeurs de chaque canton élisent au Conseil départemental, nouvelle appellation du Conseil général, deux membres de sexe différent, qui se présentent en binôme de candidats. Les conseillers départementaux sont élus pour 6 ans au scrutin binominal majoritaire à deux tours, l'accès au second tour nécessitant 12,5 % des inscrits au 1er tour. En outre la totalité des conseillers départementaux est renouvelée. Ce nouveau mode de scrutin nécessite un redécoupage des cantons dont le nombre est divisé par deux avec arrondi à l'unité impaire supérieure si ce nombre n'est pas entier impair, assorti de conditions de seuils minimaux. En Charente-Maritime, le nombre de cantons passe ainsi de 51 à 27. 
Le canton de Jonzac est conservé mais remanié : il passe de 20 à 46 communes, issues des anciens cantons d'Archiac (l'intégralité des 17 communes), de Jonzac (l'intégralité des 20 communes), de Mirambeau (5 communes) et de Saint-Genis-de-Saintonge (4 communes). Le bureau centralisateur est fixé à Jonzac. Il est entièrement inclus dans l'arrondissement de Jonzac.

## Géographie
Ce canton est organisé autour de Jonzac dans l'arrondissement de Jonzac. 
Son altitude varie de 22 m, correspondant au site de la vallée de la Seugne où se situe la petite commune de Lussac, à 107 m, correspondant à un coteau élevé de la commune de Vibrac. L'altimétrie moyenne pour l'ensemble du canton est étable à 53 m.
Ce canton est traversé du sud-est au nord-est par la vallée de la Seugne qui arrose Jonzac.

## Représentation

### Conseillers d'arrondissement (de 1833 à 1940)
| Période                                  | Période | Identité                            | Étiquette          | Qualité |
| ---------------------------------------- | ------- | ----------------------------------- | ------------------ | --- |
| 1833                                     | 1858    | Alexis Cadiot                       |                    | Chirurgien à Jonzac                                                                                         |
|                                          |         |                                     |                    | |
|                                          | 1898    | André Estignard                     | Droite             | Commerçant, propriétaire, Vice-Président du comice agricole de Jonzac                                       |
| 1898                                     | 1901    | Pierre-Hippolyte Fichot (1848-1914) | Républicain        | Médecin, maire de Jonzac                                                                                    |
|                                          |         |                                     |                    | |
| 1919                                     | 1934    | Jean-Gabriel Dugoua                 |                    | Médecin à Jonzac                                                                                            |
| 1934                                     | 1940    | Léon Locussol (1884-1952)           | Union républicaine | Entrepreneur de transports, maire d'Ozillac                                                                 |
| 1940                                     |         |                                     |                    | Les conseils d'arrondissement ont été suspendus par la loi du 12 octobre 1940 et n'ont jamais été réactivés |
| Les données manquantes sont à compléter. |         |                                     |                    | |

### Conseillers généraux de 1833 à 2015
| Période         | Période          | Identité                            | Étiquette                      | Qualité |
| --------------- | ---------------- | ----------------------------------- | ------------------------------ | --- |
| 1809            | 1819             | Charles Tardieu de Maleysie         |                                | Officier (conseiller nommé) |
| 1821            | 1827             | Jean-Michel Chastellier             |                                | Avocat (conseiller nommé) |
| 1827            | 1831             | Auguste Saint-Léger                 |                                | Propriétaire (conseiller nommé) |
|                 |                  |                                     |                                | |
| 1833            | 1839             | M. Mercier-Lagrollière              |                                | Propriétaire à Champagnac |
| 1839            | 1852             | Tristan Flornoy                     |                                | Président du tribunal civil de Jonzac |
| 1852            | 1870             | Louis Canolle                       |                                | Avocat, maire de Jonzac (1850-1865) |
| 1870            | 1877             | Georges Coindreau                   | Républicain                    | Avocat, maire de Jonzac (1865-1871) |
| 1877            | 1883             | René Eschassériaux                  | Appel au peuple (Bonapartiste) | Diplomate - Député (1876-1881) |
| 1883            | 1895             | André Cormélie                      | Droite bonapartiste            | Propriétaire à La Pérauderie, Jonzac |
| 1895            | 1901             | Charles Chotard                     | Droite                         | Banquier |
| 1901            | 1908             | Pierre Hippolyte Fichot (1848-1914) | Républicain                    | Médecin, maire de Jonzac, conseiller d'arrondissement |
| 1908            | 1911 (décès)     | Arthur Emery-Desbrousses            | Libéral                        | Médecin, maire de Jonzac |
| 1911            | 1913             | Georges Bégouin                     | Libéral                        | Propriétaire à Réaux |
| 1913            | 1940             | James Sclafer                       | Rad.                           | Avocat - Maire de Jonzac (1912-1941) Député (1924-1940) |
|                 |                  |                                     |                                | |
| 1943            | 1945             | René Gautret (1896-1985)            |                                | Négociant Maire de Jonzac Nommé conseiller départemental en 1943 |
|                 |                  |                                     |                                | |
| 1945            | 1956 (décès)     | James Sclafer                       | Rad.                           | Ancien Maire de Jonzac Député (1924-1940) Sénateur (1940-1945 et 1948-1955) |
| 27 janvier 1957 | 1958             | René Gautret                        | DVD                            | Maire de Jonzac |
| 1958            | 1970             | Henri Chat-Locussol (1901-1978)     | Radical                        | Entrepreneur de travaux publics Maire de Jonzac |
| 1970            | 2008 (démission) | Claude Belot                        | DVD puis UDF puis UMP          | Professeur d'université Sénateur (1989-2014) Maire de Jonzac (1977-2001 et depuis 2008) Président de la Communauté de communes de Haute-Saintonge Président du Conseil général (1994-2008) |
| 2008            | 2015             | Jean-Claude Beaulieu                | UMP                            | Chirurgien des hôpitaux Suppléant du député Dominique Bussereau (1993-2002) - Député (2002-2010) Ancien conseiller municipal de Jonzac Ancien conseiller régional                          |

### Conseillers départementaux depuis 2015
| Période élective | Période élective | Mandat | Mandat           | Identité             | Nuance | Nuance | Qualité |
| ---------------- | ---------------- | ------ | ---------------- | -------------------- | ------ | ------ | --- |
| 2015             | 2021             | 2015   | 2017 (démission) | Jean-Claude Beaulieu |        | LR     | Député (2002-2010) Ancien conseiller municipal de Jonzac Ancien conseiller régional                                                          |
| 2015             | 2021             | 2015   | 2021             | Chantal Guimberteau  |        | DVD    | Secrétaire de mairie Maire d'Arthenac (2011-2020) Ancienne conseillère générale du canton d'Archiac Vice-Présidente du Conseil départemental |
| 2015             | 2021             | 2017   | 2021             | Christophe Cabri     |        | LR     | Cadre Premier adjoint au maire de Jonzac (maire depuis 2020)                                                                                 |
| 2021             | 2028             | 2021   | en cours         | Christophe Cabri     |        | HOR    | Cadre commercial, maire de Jonzac, conseiller sortant, membre d'Horizons                                                                     |
| 2021             | 2028             | 2021   | en cours         | Chantal Guimberteau  |        | DVD    | Conseillère sortante |

### Résultats détaillés

#### Élections de mars 2015
À l'issue du 1er tour des élections départementales de 2015, deux binômes sont en ballottage : Jean-Claude Beaulieu et Chantal Guimberteau (Union de la Droite, 49,94 %) et Claudine Lembert et Bernard Roy (FN, 26,18 %). Le taux de participation est de 51,58 % (8 211 votants sur 15 919 inscrits) contre 50,08 % au niveau départemental et 50,17 % au niveau national.
Au second tour, Jean-Claude Beaulieu et Chantal Guimberteau (Union de la Droite) sont élus avec 69,96 % des suffrages exprimés et un taux de participation de 51,63 % (5 136 voix pour 8 220 votants et 15 920 inscrits).

#### Élections de juin 2021
Le premier tour des élections départementales de 2021 est marqué par un très faible taux de participation (33,26 % au niveau national). Dans le canton de Jonzac, ce taux de participation est de 37,97 % (6 024 votants sur 15 867 inscrits) contre 33,83 % au niveau départemental. À l'issue de ce premier tour, le binôme constitué de Christophe Cabri et Chantal Guimberteau (DVD, 80,32 %), est élu avec 80,32 % des suffrages exprimés.

## Composition

### Composition antérieure à 2015

Situation du canton de Jonzac dans le département de la Charente-Maritime avant 2015.

Le canton de Jonzac regroupait vingt communes.
| Nom                        | Code Insee | Codepostal | Superficie (km2) | Population (dernière pop. légale) | Densité (hab./km2) |
| -------------------------- | ---------- | ---------- | ---------------- | --------------------------------- | ------------------ |
| Jonzac (chef-lieu)         | 17197      | 17500      | 13,09            | 3 502 (2012)                      | 268                |
| Agudelle                   | 17002      | 17500      | 5,36             | 123 (2012)                        | 23                 |
| Champagnac                 | 17082      | 17500      | 12,89            | 526 (2012)                        | 41                 |
| Chaunac                    | 17096      | 17130      | 2,26             | 93 (2012)                         | 41                 |
| Fontaines-d'Ozillac        | 17163      | 17500      | 13,87            | 537 (2012)                        | 39                 |
| Guitinières                | 17187      | 17500      | 9,18             | 444 (2012)                        | 48                 |
| Léoville                   | 17204      | 17500      | 9,89             | 328 (2012)                        | 33                 |
| Lussac                     | 17215      | 17500      | 1,72             | 56 (2012)                         | 33                 |
| Meux                       | 17233      | 17500      | 8,23             | 293 (2012)                        | 36                 |
| Mortiers                   | 17249      | 17500      | 6,53             | 191 (2012)                        | 29                 |
| Ozillac                    | 17270      | 17500      | 15,93            | 653 (2012)                        | 41                 |
| Réaux                      | 17295      | 17500      | 8,96             | 459 (2012)                        | 51                 |
| Saint-Germain-de-Lusignan  | 17339      | 17500      | 18,05            | 1 238 (2012)                      | 69                 |
| Saint-Martial-de-Vitaterne | 17363      | 17500      | 2,78             | 554 (2012)                        | 199                |
| Saint-Médard               | 17372      | 17500      | 3,81             | 70 (2012)                         | 18                 |
| Saint-Simon-de-Bordes      | 17403      | 17500      | 14,08            | 711 (2012)                        | 50                 |
| Vibrac                     | 17468      | 17130      | 5,02             | 162 (2012)                        | 32                 |
| Villexavier                | 17476      | 17500      | 9,97             | 265 (2012)                        | 27                 |

### Composition depuis 2015
Le nouveau canton de Jonzac comprenait quarante-six communes entières à sa création.
À la suite de la fusion, au 1er janvier 2016, de Moings, de Réaux et de Saint-Maurice-de-Tavernole pour former la commune de Réaux-sur-Trèfle, le nombre de communes descend à 44.
| Nom                            | Code Insee | Intercommunalité         | Superficie (km2) | Population (dernière pop. légale) | Densité (hab./km2) | Modifier                                    |
| ------------------------------ | ---------- | ------------------------ | ---------------- | --------------------------------- | ------------------ | ------------------------------------------- |
| Jonzac (bureau centralisateur) | 17197      | CC de la Haute Saintonge | 13,09            | 3 576 (2022)                      | 273                | modifier les données · modifier les données |
| Agudelle                       | 17002      | CC de la Haute Saintonge | 5,36             | 133 (2022)                        | 25                 | modifier les données · modifier les données |
| Allas-Bocage                   | 17005      | CC de la Haute Saintonge | 10,87            | 197 (2022)                        | 18                 | modifier les données · modifier les données |
| Allas-Champagne                | 17006      | CC de la Haute Saintonge | 7,65             | 266 (2022)                        | 35                 | modifier les données · modifier les données |
| Archiac                        | 17016      | CC de la Haute Saintonge | 4,48             | 762 (2022)                        | 170                | modifier les données · modifier les données |
| Arthenac                       | 17020      | CC de la Haute Saintonge | 12,66            | 339 (2022)                        | 27                 | modifier les données · modifier les données |
| Brie-sous-Archiac              | 17066      | CC de la Haute Saintonge | 7,49             | 225 (2022)                        | 30                 | modifier les données · modifier les données |
| Celles                         | 17076      | CC de la Haute Saintonge | 6,00             | 326 (2022)                        | 54                 | modifier les données · modifier les données |
| Champagnac                     | 17082      | CC de la Haute Saintonge | 12,89            | 493 (2022)                        | 38                 | modifier les données · modifier les données |
| Chaunac                        | 17096      | CC de la Haute Saintonge | 2,26             | 70 (2022)                         | 31                 | modifier les données · modifier les données |
| Cierzac                        | 17106      | CC de la Haute Saintonge | 5,20             | 321 (2022)                        | 62                 | modifier les données · modifier les données |
| Clam                           | 17108      | CC de la Haute Saintonge | 6,83             | 405 (2022)                        | 59                 | modifier les données · modifier les données |
| Clion                          | 17111      | CC de la Haute Saintonge | 15,84            | 847 (2022)                        | 53                 | modifier les données · modifier les données |
| Consac                         | 17116      | CC de la Haute Saintonge | 9,13             | 235 (2022)                        | 26                 | modifier les données · modifier les données |
| Fontaines-d'Ozillac            | 17163      | CC de la Haute Saintonge | 13,87            | 511 (2022)                        | 37                 | modifier les données · modifier les données |
| Germignac                      | 17175      | CC de la Haute Saintonge | 14,42            | 647 (2022)                        | 45                 | modifier les données · modifier les données |
| Guitinières                    | 17187      | CC de la Haute Saintonge | 9,18             | 479 (2022)                        | 52                 | modifier les données · modifier les données |
| Jarnac-Champagne               | 17192      | CC de la Haute Saintonge | 21,95            | 876 (2022)                        | 40                 | modifier les données · modifier les données |
| Léoville                       | 17204      | CC de la Haute Saintonge | 9,89             | 301 (2022)                        | 30                 | modifier les données · modifier les données |
| Lonzac                         | 17209      | CC de la Haute Saintonge | 6,24             | 268 (2022)                        | 43                 | modifier les données · modifier les données |
| Lussac                         | 17215      | CC de la Haute Saintonge | 1,72             | 43 (2022)                         | 25                 | modifier les données · modifier les données |
| Meux                           | 17233      | CC de la Haute Saintonge | 8,23             | 329 (2022)                        | 40                 | modifier les données · modifier les données |
| Mortiers                       | 17249      | CC de la Haute Saintonge | 6,53             | 170 (2022)                        | 26                 | modifier les données · modifier les données |
| Neuillac                       | 17258      | CC de la Haute Saintonge | 10,57            | 316 (2022)                        | 30                 | modifier les données · modifier les données |
| Neulles                        | 17259      | CC de la Haute Saintonge | 5,90             | 160 (2022)                        | 27                 | modifier les données · modifier les données |
| Nieul-le-Virouil               | 17263      | CC de la Haute Saintonge | 22,64            | 577 (2022)                        | 25                 | modifier les données · modifier les données |
| Ozillac                        | 17270      | CC de la Haute Saintonge | 15,93            | 611 (2022)                        | 38                 | modifier les données · modifier les données |
| Réaux sur Trèfle               | 17295      | CC de la Haute Saintonge | 20,45            | 773 (2022)                        | 38                 | modifier les données · modifier les données |
| Saint-Ciers-Champagne          | 17316      | CC de la Haute Saintonge | 18,08            | 388 (2022)                        | 21                 | modifier les données · modifier les données |
| Saint-Dizant-du-Bois           | 17324      | CC de la Haute Saintonge | 4,16             | 113 (2022)                        | 27                 | modifier les données · modifier les données |
| Saint-Eugène                   | 17326      | CC de la Haute Saintonge | 16,56            | 285 (2022)                        | 17                 | modifier les données · modifier les données |
| Saint-Georges-Antignac         | 17332      | CC de la Haute Saintonge | 10,10            | 407 (2022)                        | 40                 | modifier les données · modifier les données |
| Saint-Germain-de-Lusignan      | 17339      | CC de la Haute Saintonge | 18,05            | 1 298 (2022)                      | 72                 | modifier les données · modifier les données |
| Saint-Germain-de-Vibrac        | 17341      | CC de la Haute Saintonge | 7,17             | 186 (2022)                        | 26                 | modifier les données · modifier les données |
| Saint-Hilaire-du-Bois          | 17345      | CC de la Haute Saintonge | 7,48             | 298 (2022)                        | 40                 | modifier les données · modifier les données |
| Saint-Maigrin                  | 17357      | CC de la Haute Saintonge | 21,49            | 533 (2022)                        | 25                 | modifier les données · modifier les données |
| Saint-Martial-de-Vitaterne     | 17363      | CC de la Haute Saintonge | 2,78             | 549 (2022)                        | 197                | modifier les données · modifier les données |
| Saint-Martial-sur-Né           | 17364      | CC de la Haute Saintonge | 11,60            | 428 (2022)                        | 37                 | modifier les données · modifier les données |
| Saint-Médard                   | 17372      | CC de la Haute Saintonge | 3,81             | 90 (2022)                         | 24                 | modifier les données · modifier les données |
| Saint-Sigismond-de-Clermont    | 17402      | CC de la Haute Saintonge | 5,28             | 162 (2022)                        | 31                 | modifier les données · modifier les données |
| Saint-Simon-de-Bordes          | 17403      | CC de la Haute Saintonge | 14,08            | 767 (2022)                        | 54                 | modifier les données · modifier les données |
| Sainte-Lheurine                | 17355      | CC de la Haute Saintonge | 17,78            | 527 (2022)                        | 30                 | modifier les données · modifier les données |
| Vibrac                         | 17468      | CC de la Haute Saintonge | 5,02             | 159 (2022)                        | 32                 | modifier les données · modifier les données |
| Villexavier                    | 17476      | CC de la Haute Saintonge | 9,97             | 270 (2022)                        | 27                 | modifier les données · modifier les données |
| Canton de Jonzac               | 1707       |                          | 460,68           | 20 716 (2022)                     | 45                 | modifier les données                        |

## Démographie

### Démographie avant 2015
| 1962  | 1968  | 1975   | 1982   | 1990   | 1999  | 2006   | 2011   | 2012   |
| ----- | ----- | ------ | ------ | ------ | ----- | ------ | ------ | ------ |
| 9 898 | 9 752 | 10 238 | 10 502 | 10 052 | 9 994 | 10 226 | 10 482 | 10 520 |

Ce canton, qui est devenu le plus peuplé de l'arrondissement de Jonzac, a renoué avec la croissance démographique dans la période 1999-2006, mais il n'a pas dépassé son chiffre record de population lors du recensement de 1982 où il comptait alors 10 502 habitants.
Les vingt communes qui composent ce canton offrent des contrastes dans la répartition de la population. Ainsi, c'est dans le canton de Jonzac que se trouve la commune la moins peuplée du département avec seulement 48 habitants en 2006 (Lussac). Le canton compte également deux autres très petites communes de moins de 100 habitants : Chaunac (75 habitants) et Saint-Médard (85 habitants). À l'opposé, si aucune commune ne compte plus de 5 000 habitants, Jonzac forme cependant avec les communes périphériques de Saint-Germain-de-Lusignan et de Saint-Martial-de-Vitaterne une agglomération multicommunale rassemblant 5 194 habitants en 2006. C'est un canton à la fois rural et urbain où l'influence de Jonzac pèse d'un poids important, étant le seul centre urbain véritablement actif dans la partie méridionale de la Charente-Maritime. Seule au nord du canton de Jonzac, l'influence urbaine de Pons se fait sentir et limite le rayonnement urbain de Jonzac.
C'est le canton le plus densément peuplé de son arrondissement même si cette densité de population (59 hab./km2) reste inférieure à celle de la Charente-Maritime (87 hab./km2). Si aucune commune du canton de Jonzac n'enregistre de densité de population inférieure à 10 hab./km2, deux cependant ont plus de 100 hab./km2 : Saint-Martial-de-Vitaterne (160 hab./km2) et Jonzac (272 hab./km2).

### Démographie depuis 2015
En 2022, le canton comptait 20 716 habitants, en évolution de +0,24 % par rapport à 2016 (Charente-Maritime : +4,04 %, France hors Mayotte : +2,11 %).
| 2013   | 2018   | 2022   |
| ------ | ------ | ------ |
| 20 627 | 20 591 | 20 716 |